# Apollo 1
Apollo 1 (angleško Apolon 1) je uradno ime za načrtovano vesoljsko odpravo s človeško posadko v Nasinem Programu Apollo. Ime Apollo 1 so odpravi dali kasneje, prej pa se je imenovala Apollo/Saturn 204 (AS-204). Odprava se ni izvršila, saj se je njen Komandni modul (CM-012) pri požaru uničil med preskusom in vadbeno nalogo 27. januarja 1967 na izstrelitveni ploščadi CC LP-34 na vrhu rakete nosilke Saturn IB. V posadki so bili prvi astronavti Apolla: poveljniški pilot Virgil Ivan Grissom, višji pilot Edward Higgins White II. in pilot Roger Bruce Chaffee. Vsi trije so zgoreli v plovilu.
Čeprav vira vžiga požara niso nikoli dokončno odkrili, so smrt astronavtov pripisali večjemu razponu usodnih konstrukcijskih napak v zgodnji izpeljanki Komandnega modula Apolla, na katere je posadka opozarjala že pred nesrečo. Med njimi so bili: uporaba visokotlačne 100 % kisikove atmosfere za preskus, pomanljivosti v napeljavi cevi in žic, vnetljivi materiali v kabini, loputa, odpirajoča se od zunaj, ki se v takšnih primerih ni mogla hitro odpreti, in astronavtske obleke. Pri nadaljnjem razvoju programa Apollo so z rekonstrukcijami te pomanjkljivosti zmanjšali ali odpravili.

## Posadka
- Virgil Ivan Grissom, poveljniški pilot
- Edward Higgins White II., višji pilot
- Roger Bruce Chaffee, pilot

### Nadomestni posadki
- april - december 1966
  - James Alton McDivitt, poveljniški pilot
  - David Randolph Scott, višji pilot
  - Russell Louis Schweickart, pilot

Ta posadka je poletela v Apollu 9.
- december 1966 - januar 1967
  - Walter Marty Schirra, poveljniški pilot
  - Donn Fulton Eisele, višji pilot
  - Ronnie Walter Cunningham, pilot

Ta posadka je poletela v Apollu 7.

## Cilji odprave
AS-204 naj bi bil prvi polet s človeško posadko Komandnega in Servisnega modula (CSM) na Zemljin tir s pomočjo rakete nosilke Saturn IB. CM-012 Komandni modul Apolla 1 je bila konstrukcija Block I za vesoljski polet, vendar ne za Luno ker ni imel potrebne spajalne opreme.
Za Apollom 1 sta bili načrtovana še dva poleta Apolla poleti in pozno jeseni 1967. Prva odprava bi ponesla Block II Komandno-servisnega modula v raketi Saturn IB skupaj z Lunarnim modulom na drugi raketi Saturn IB. Obe raketi bi se dvignili na nizek Zemljin tir, kjer bi se CSM in LM srečala in spojila. Druga odprava bi ponesla skupaj CSM in LM na raketi nosilki Saturn V na visok Zemljin tir. Obe odpravi so preklicali zaradi požara Apolla 1, vendar so ju izpeljali na nekoliko drugačen način v odpravah Apollo 7, Apollo 8 in Apollo 9.
Odpravo AS-204 so načrtovali za prvo četrtino 1967, saj so zamudili ciljni datum za zadnjo četrtino 1966. S poletom bi preskusili »startne operacije, sledenje s površja in nadzorne zmožnosti, ter delovanje izstrelitvenega sistema Apollo-Saturn«. Trajal bi do dva tedna, kar je bilo odvisno od tega kako bi ladja delovala. Grissom je sklenil obdržati AS-204 na tiru celih 14 dni, če bi bilo možno.